# Anayo Iwuala
Anayo Iwuala est un footballeur international nigérian né le 20 mars 1999 à Lagos. Il joue au poste d'ailier à Al Arabi SC.

## Biographie

### En club
Il participe à la Ligue des champions d'Afrique et à la Coupe de la confédération avec l'Enyimba FC.
Il rejoint l'Espérance sportive de Tunis en août 2021, et lors de sa deuxième apparition avec les Sang et Or, il permet à son équipe de remporter la Supercoupe de Tunisie en inscrivant l'unique but de la partie à la 57e minute de jeu contre le CS Sfaxien grâce à un magnifique tir.

### En sélection
Il reçoit sa première sélection en équipe du Nigeria le 27 mars 2021, lors d'une rencontre qualifcative à la CAN 2021 contre le Bénin (victoire 0-1). 
Le 4 juillet 2021, il officie pour la première fois comme capitaine, lors d'une rencontre amicale face au Mexique (large victoire 4-0).

## Palmarès
- Supercoupe de Tunisie : 2021
- Championnat de Tunisie : 2022
- Championnat d'Algérie : 2023